# Calldetenes
Calldetenes és un municipi de la comarca d'Osona i està situada al centre-sud de la regió de l'Alt Ter.

## Geografia
- Llista de topònims de Calldetenes (Orografia: muntanyes, serres, collades, indrets..; hidrografia: rius, fonts...; edificis: cases, masies, esglésies, etc).

| Entitat de població      | Habitants (2023) |
| Calldetenes              | 2.467            |
| Sant Martí de Riudeperes | 134              |
| Font: Idescat            |                  |

## Història
El centre històric del municipi és l'antiga església de Sant Martí de Riudeperes, sotmesa des d'abans del 1050 a Sant Julià de Vilatorta com a sufragània. L'autonomia d'aquesta quadra va començar al segle xiii, i es va formalitzar en independitzar-se de la jurisdicció primer del castell de Sant Llorenç i més tard de la del castell de Sameda.
La jurisdicció sobre Calldetenes era del rei, exercida pel veguer d'Osona. El 1356 Pere el Cerimoniós va cedir el seu domini a Bernat III de Cabrera, quan el va nomenar comte d'Osona, i en ser desfet el comtat el 1364, va tornar prèvia compra de la seva jurisdicció, al domini reial el 1381, va formar les Quadres Unides d'Osona, regides per un sol batlle, unint-se amb les quadres de Sant Joan del Galí o de Riuprimer, de Golomers i de Torrellebreta. Totes aquestes quadres es trobaven sotmeses, per privilegi reial, a les tributacions de la ciutat de Vic.
Entre els anys 1414 i 1430 tributaven a Vic els masos Aregall, la Frontera, el Verdaguer, les Eres, el Pujol, Can Tona, la Vila Grossa, la Vila Xica, Rosanes, Roca, la Calvaria, el Noguer, Llobet, Ponç, Llió, Serres, l'Eimeric i Sauleda, que devien ésser el total de masos habitats aquells anys segons les talles imposades pels vigatans.
A finals del segle xvi, es comença a habitar el barri de Calldetenes. Sembla que hi havia algun hostal ubicat a prop del camí reial de Girona, on anaven a comprar carn i pa molts vigatans per a evitar els tributs o drets cobrats pels burots que gravaven les mercaderies que es venien a la ciutat. El 1609 el bandoler Perot Rocaguinarda va assassinar Francesc Torrent dels Prats, de Sant Julià de Vilatorta, agent reial encarregat de perseguir malfactors, als hostals de Calldetenes. Al llarg del segle xvii es van anar instal·lant més hostals i construint cases al barri de Calldetenes.
Al segle xviii es va donar un augment espectacular de la població, que va doblar-se. Aquest desenvolupament decidí Antonio Manuel de Artalejo, bisbe de Vic a erigir-hi una església dependent de la de Sant Martí de Riudeperes. El mateix bisbe, mercedari, que pertanyia a l'Academia de Bellas Artes de San Fernando de Madrid, en va dibuixar els plànols i va pintar uns quadres que en guarnien el presbiteri. La nova església, dedicada pel bisbe a la Mare de Déu de la Mercè, es va inaugurar el 1778 i cent anys més tard s'erigia en parròquia independent, amb terme propi i separada de Sant Martí de Riudeperes, la qual, amb un terme més reduït, continuà supeditada a Sant Julià de Vilatorta.
Al segle xix, Calldetenes va restar força estancat, i no és fins al darrer quart del període que el municipi comença a estructurar-se i a prendre més pes la zona urbana que la rural. De fet, fins a la dècada de 1920 el poble no té local propi per a l'ajuntament i fins a la dècada de 1930 no es comencen a modernitzar les infraestructures. L'esclat de la guerra civil (1936-1939) va dividir força el poble, molt compromès amb la República, i va suposar una forta aturada al desenvolupament del municipi. A finals del període franquista i amb l'arribada de la democràcia es van començar a desenvolupar de nou les infraestructures, i a partir de la dècada de 1990 el poble va experimentar un canvi important, entrant a la modernitat de manera definitiva.

## Declaració d'independència

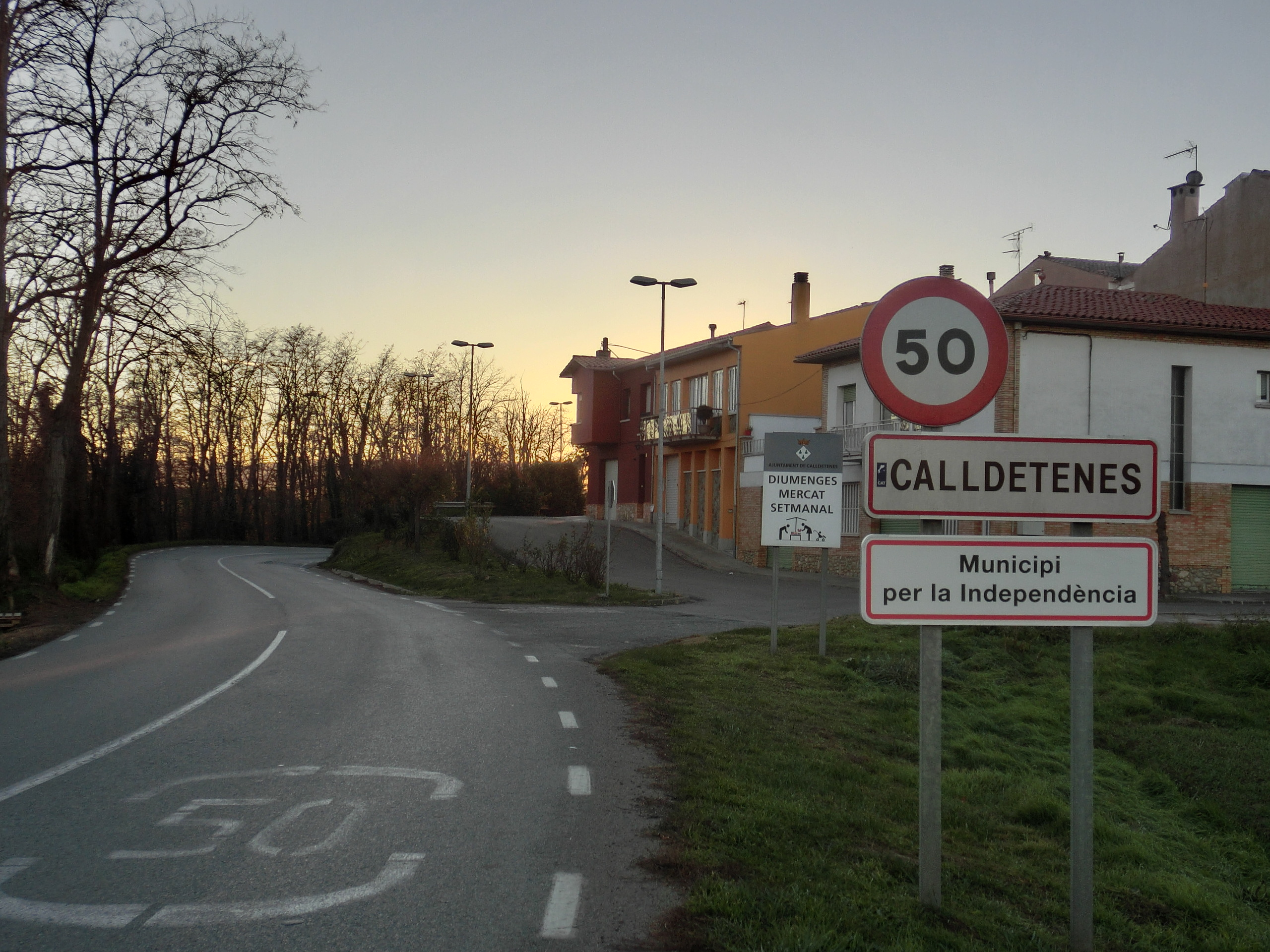
Rètol de Municipi per la Independència a l'entrada de Calldetenes

El 3 de setembre de 2012, juntament amb l'Ajuntament de Sant Pere de Torelló, va aprovar una moció a favor de la independència de Catalunya, proclamant-se "Territori Català lliure". L'objectiu d'aquest acte és instar al Govern i al Parlament de Catalunya perquè assumeixi la sobirania nacional sobre el territori català.

## Cultura
Calldetenes té una llarga tradició en el teatre amateur, sent a mitjans de segle xx els Pastorets les primeres representacions del Grup Escènic de Calldetenes, que després de diferents alts i baixos, l'any 1997 es reconverteix en L'Espardenya Teatre, que des d'aquell moment representa obres clàssiques d'autors catalans, obres d'autors italians, i fins i tot musicals. La inauguració del nou Auditori Teatre ha donat un nou impuls a aquesta activitat.
Altres aspectes culturals representatius de Calldetenes, són "Els premis literaris de Calldetenes", el "concurs de còmics de Calldetenes" i el premi de teatre "Lluís Solà i Sala".
El poble disposa d'una revista trimestral d'informació local: "L'espiga", portada per un grup de gent del poble. Podem trobar els seus primers passos a cavall entre finals del 70 i principis dels 80. Encara hi ha alguns fundadors que estan a l'equip de redacció. La seu d'aquesta entitat es troba al carrer de la Plaça vella n.3 del poble.
També s'hi celebra el FACC, un Festival d'Arts al Carrer, organitzat per l'associació la Pera. El Festival que se celebra anualment des de 2022 pels volts de sant Jordi, compte amb una atractiva oferta d'espectacles de diverses disciplines artístiques, essent els murals una de les activitats principals. A les parets del poble es pot gaudir durant tot l'any de les obres de Roc Black Block, Pablo Astrain, Wedo Goas, Lily Brick, Lidia Cao, entre d'altres.

## Esports

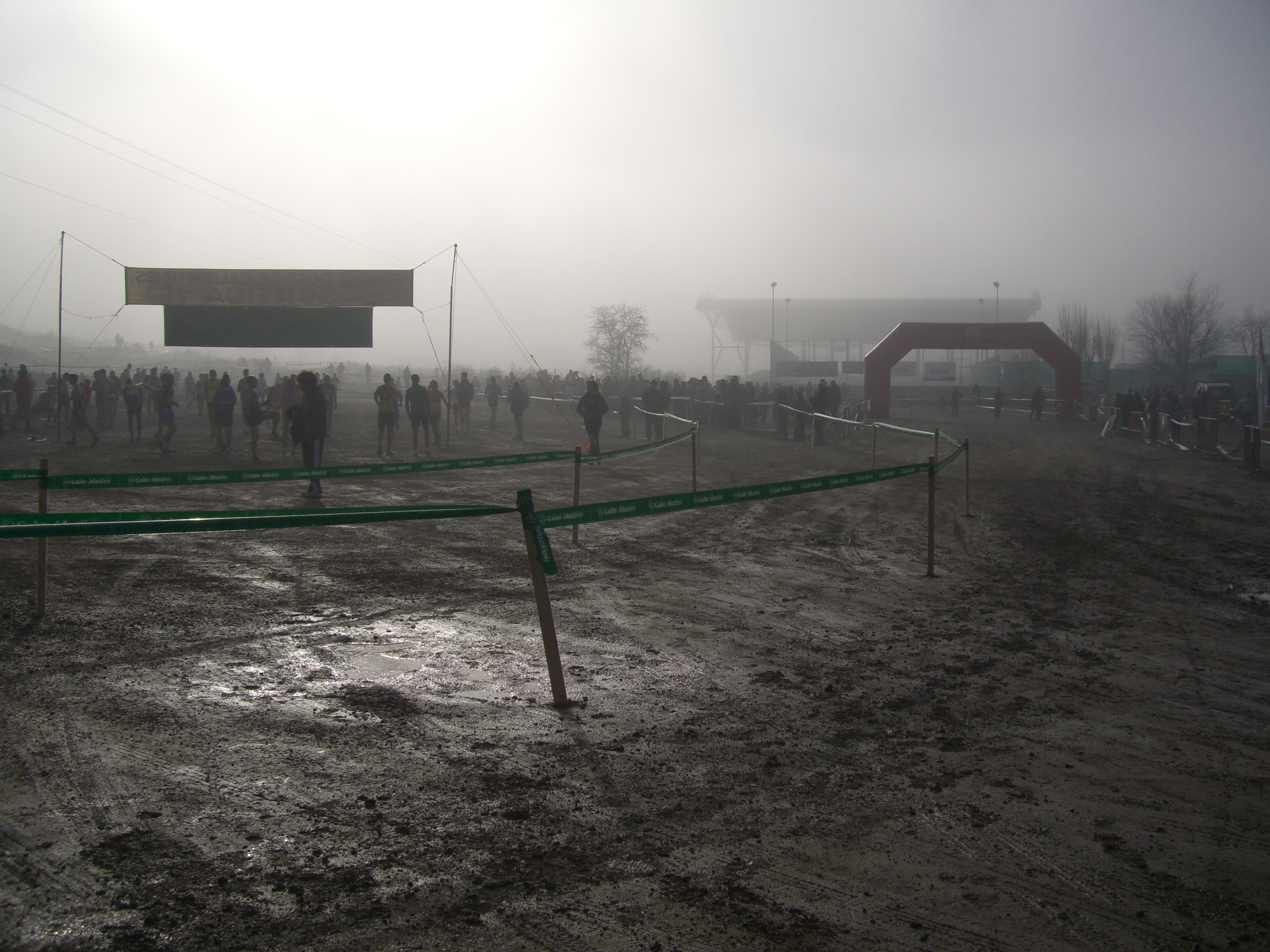
Cros de Calldetenes (2008)

A Calldetenes, l'esport més popular és el futbol amb tres clubs federats: la Unió Esportiva Calldetenes, el Futbol Club Calldetenes i el C.F. Riudeperes, sobretot el femení. Des del maig del 2008, el poble té dos camps de futbol d'herba artificial.
A part del futbol, cada novembre se celebra el cros de Calldetenes, el més antic que es disputa als Països Catalans, i que inaugura la temporada d'aquesta modalitat de l'atletisme. D'aquest cros, se n'ha fet un llibre titulat "50 anys d'atletisme camp a través – Cros de Calldetenes", que l'any 2006 es va posar a la venda el mateix dia del cros.

## Demografia
| 1497 f | 1515 f | 1553 f | 1717 | 1787 | 1857 | 1877 | 1887 | 1900 | 1910 |
| ------ | ------ | ------ | ---- | ---- | ---- | ---- | ---- | ---- | ---- |
| 54     | 22     | 21     | 264  | 491  | 725  | 719  | 674  | 664  | 783  |

| 1920 | 1930 | 1940 | 1950 | 1960 | 1970 | 1981  | 1990  | 1992  | 1994  |
| ---- | ---- | ---- | ---- | ---- | ---- | ----- | ----- | ----- | ----- |
| 788  | 902  | 872  | 895  | 857  | 987  | 1.237 | 1.480 | 1.498 | 1.498 |

| 1996  | 1998  | 2000  | 2002  | 2004  | 2006  | 2008  | 2010  | 2012  | 2014  |
| ----- | ----- | ----- | ----- | ----- | ----- | ----- | ----- | ----- | ----- |
| 1.802 | 1.872 | 2.006 | 2.083 | 2.143 | 2.214 | 2.329 | 2.425 | 2.441 | 2.429 |

| 2016  | 2018  | 2020  | 2022  | 2024  | 2026 | 2028 | 2030 | 2032 | 2034 |
| ----- | ----- | ----- | ----- | ----- | ---- | ---- | ---- | ---- | ---- |
| 2.418 | 2.497 | 2.513 | 2.532 | 2.690 | -    | -    | -    | -    | -    |

## Política
| Candidatura | Candidatura                                         | Cap de llista             | Vots  | Regidors | % vots |
| ----------- | --------------------------------------------------- | ------------------------- | ----- | -------- | ------ |
|             | Convergència i Unió                                 | Marc Verdaguer i Montanyà | 745   | 7        | 60,77% |
|             | Esquerra Republicana de Catalunya - Acord Municipal | Antoni Puigdesens i Font  | 256   | 2        | 20,88% |
|             | Poble en Marxa-Candidatura d'Unitat Popular         | Mireia Vilà i Salarich    | 201   | 2        | 16,39% |
|             | En blanc                                            |                           | 24    |          | 1,96%  |
|             | Nuls                                                |                           | 11    |          | 0,89%  |
| Total       | Total                                               | 1.237                     | 1.237 | 11       |        |

## Llocs d'interès
- Casal d'Alta-riba
- Turó de Sant Marc